# Bahnhof Lehnitz

Der Bahnhof Lehnitz ist eine Station der Berliner S-Bahn in Lehnitz, einem Ortsteil der Stadt Oranienburg im Landkreis Oberhavel nördlich von Berlin. Betrieblich handelt es sich hierbei um einen Haltepunkt. 

## Lage
Der Haltepunkt liegt zentral in dem langgestreckten Ort Lehnitz, der seit 2003 ein Stadtteil von Oranienburg ist. Die Station liegt am Streckenkilometer 25,7 der Berliner Nordbahn, gezählt vom früheren Nordbahnhof im Bereich des heutigen Mauerparks. Der Bahnhof Oranienburg liegt 1,7 Kilometer weiter nördlich jenseits der Eisenbahnbrücke über den Oder-Havel-Kanal.
Der Haltepunkt gehört zum Tarifbereich Berlin C des Verkehrsverbundes Berlin-Brandenburg.

## Geschichte
Der Haltepunkt wurde am 10. April 1878 an der Nordbahn eröffnet. Er diente stets nur dem Personenverkehr.
Am 4. Oktober 1925 verkehrte erstmals eine elektrisch betriebene S-Bahn über Lehnitz. Während südlich von Birkenwerder die Gleise von S- und Fernbahn getrennt worden waren, teilten sie sich nördlich davon und damit auch im Bereich um den Haltepunkt Lehnitz die Trasse. Nach 1945 wurde aufgrund von Reparationsleistungen an die Sowjetunion ein Streckengleis abgebaut. Nach dessen Wiederaufbau
wurden S- und Fernbahnverkehr jeweils separat auf einem Gleis durchgeführt. Der östliche Bahnsteig wurde somit seit 1964 nicht mehr genutzt, da nur S-Bahn-Züge in Lehnitz hielten.
Im Jahr 1977 wurde begonnen, die Strecke viergleisig auszubauen. Neben einer neuen Brücke über den Oder-Havel-Kanal wurde auch der Haltepunkt Lehnitz völlig neu gebaut. Die Trasse wurde nach Westen verschwenkt und südwestlich des alten ging im März 1980 der neue Haltepunkt in Betrieb. Anfangs nutzten die S-Bahn-Züge nur das westliche Gleis, die Fernzüge fuhren auf dem östlichen Bahnsteiggleis durch. Im April 1989 ging eine separate Fernbahntrasse östlich des Bahnsteigs in Betrieb. Der S-Bahn-Verkehr wird seitdem zweigleisig an beiden Bahnsteigkanten durchgeführt.
Ende 2023 ging ein Aufzug in Betrieb, sodass der Bahnsteig nun auch vom Hauptzugang aus barrierefrei erreichbar ist.

## Anlagen
Der alte Haltepunkt Lehnitz bestand aus zwei Seitenbahnsteigen an Gleisen auf Geländeniveau sowie einem kleinen Empfangsgebäude. Der neue Haltepunkt liegt in Hochlage und besitzt einen Inselbahnsteig. Der Hauptzugang auf den Bahnsteig führt über Treppen von einem Fußgängertunnel aus, der südliche Zugang über eine barrierefreie Rampe. Der Zugang kreuzt das westliche S-Bahn-Gleis und ist mit einer Schranke gesichert. Das alte Empfangsgebäude wurde 1981/82 abgerissen, von ihm und dem früheren beschrankten Übergang am Haltepunkt gibt es keine Spuren mehr.

## Anbindung
| Linie | Verlauf | Takt   |
| ----- | --- | ------ |
|       | Oranienburg – Lehnitz – Borgsdorf – Birkenwerder – Hohen Neuendorf – Frohnau – Hermsdorf – Waidmannslust – Wittenau (Wilhelmsruher Damm) – Wilhelmsruh – Schönholz – Wollankstraße – Bornholmer Straße – Gesundbrunnen – Humboldthain – Nordbahnhof – Oranienburger Straße – Friedrichstraße – Brandenburger Tor – Potsdamer Platz – Anhalter Bahnhof – Yorckstraße (Großgörschenstraße) – Julius-Leber-Brücke – Schöneberg – Friedenau – Feuerbachstraße – Rathaus Steglitz – Botanischer Garten – Lichterfelde West – Sundgauer Straße – Zehlendorf – Mexikoplatz – Schlachtensee – Nikolassee – Wannsee | 20 min |